# Castello di Bungay
Il castello di Bungay è un edificio di interesse storico culturale di I grado nella città di Bungay, nel Suffolk.

## Storia

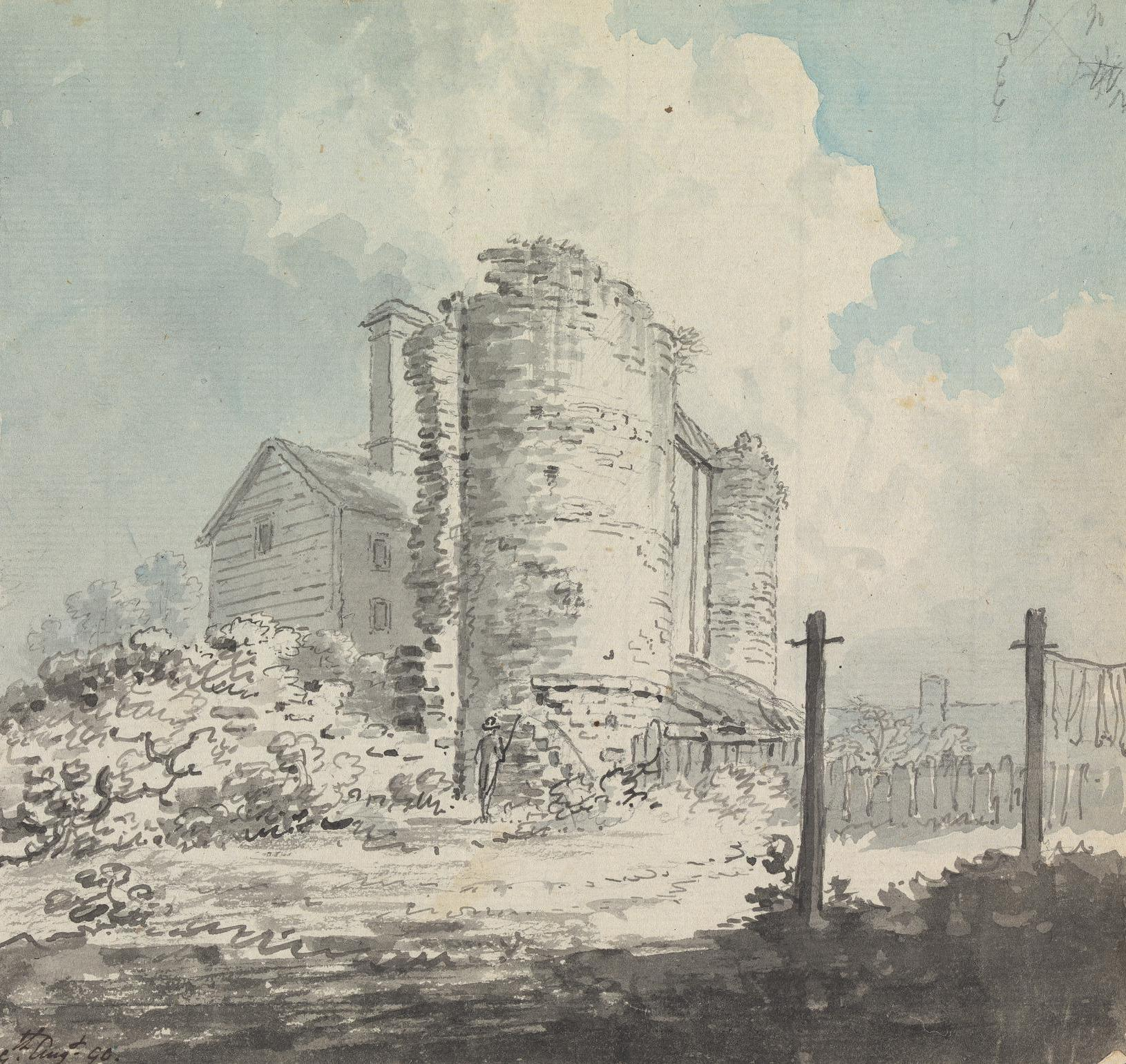
Il castello di Bungay nel 1790, in un dipinto ad acquerello di James Moore.

Il sito fu originariamente un castello normanno costruito da Roger Bigod intorno al 1100 per sfruttare la protezione naturale fornita da una curva del fiume Waveney. Il figlio di Roger, Hugh, fu uno dei personaggi di spicco nel periodo della guerra civile noto come Anarchia (1138–1154) e la sua lealtà fu messa in discussione durante i primi anni del regno di Enrico II. Il re confiscò il castello di Bungay ma nel 1164 lo restituì a Bigod che, l'anno successivo, costruì sul sito un grande torrione normanno quadrato. Non esistono dati per stabilire quanto costò la costruzione del torrione, ma l'archeologo Hugh Braun, che condusse gli scavi nel castello negli anni '30, stimò un costo di circa 1.400 sterline (equivalenti a 3.747.363 sterline nel 2021). Nella rivolta del 1173-1174, Bigod si trovò dalla parte dei perdenti e Bungay fu assediato, minato e infine distrutto dalle forze reali. Secondo lo storico Sidney Painter, Bungay fu uno degli almeno 21 castelli demoliti per ordine di Enrico II.
Il sito fu successivamente restituito alla famiglia Bigod e ulteriormente sviluppato nel 1294 da Roger Bigod, V conte di Norfolk, che probabilmente fece costruire le massicce torri a fianco del corpo di guardia.. Purtroppo, però, litigò con il re Edoardo I e dopo la sua morte il castello tornò alla Corona, che lo lasciò andare in rovina. Nel 1483 fu riacquistato dai duchi di Norfolk, che ne mantennero la proprietà fino al XX secolo, tranne un breve periodo alla fine del XVIII secolo. Nel 1766 il sito fu venduto a Robert Mickleborough, che prelevò dal torrione e dal muro di cortina materiali per la costruzione di strade. Successivamente, all'inizio degli anni novanta del Settecento, fu acquistato da Daniel Bonhôte, un avvocato locale, ma fu rivenduto ai duchi di Norfolk intorno al 1800.
A parte la rimozione delle abitazioni che erano state costruite sul sito (risalente al 1841), per diversi secoli non furono eseguite riparazioni.

## Restauro e conservazione

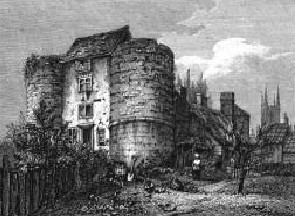
Le torri del corpo di guardia nel 1819.

Del castello restano oggi la cortina muraria e le torri gemelle del corpo di guardia, nonché un frammento del torrione. I lavori di restauro sotto la supervisione di Hugh Braun iniziarono nel 1934, a seguito degli scavi condotti dall'archeologo dilettante Leonard Cane. Nel 1987 il castello fu donato alla città di Bungay dal XVII duca di Norfolk ed è ora di proprietà del Bungay Castle Trust. Nel 1915 fu scelto come uno dei primi siti da proteggere secondo la legge di tutela dei monumenti antichi del 1913, mentre nel 1949 fu inserito tra i monumenti classificati di primo grado.

## Il castello nella letteratura
Il castello di Bungay fu l'ambientazione dell'omonimo romanzo di Elizabeth Bonhôte, Bungay Castle, un romanzo gotico pubblicato nel 1796, pochi anni dopo che il marito Daniel aveva acquisito il sito.